# Walter De Greef
Walter De Greef (Paal, 13 novembre 1957) è un ex calciatore belga, di ruolo centrocampista.

## Caratteristiche tecniche
Giocava normalmente in posizione di difensore centrale, ma poteva ricoprire anche il ruolo di mediano.

## Carriera

### Club
Non ancora diciottenne esordisce in massima divisione nella stagione 1975-1976 con la maglia del Beringen. Nel 1981 passa quindi all'Anderlecht, in cui vince due titoli e la Coppa UEFA 1982-1983. Lasciati i bianco-malva, nel 1986 gioca per un anno in Austria con il Wiener SC, poi torna in Belgio per vestire i colori del Lokeren e quindi del Patro Eisden, ritirandosi infine nel 1989.

#### Nazionale
Nel 1984 gioca 5 partite senza segnare gol con la maglia del Belgio. Fa subito parte del gruppo che partecipa al campionato d'Europa 1984 in Francia, venendo schierato in tutte le 3 gare disputate dai Diavoli Rossi, le sconfitte contro la Danimarca e la Francia e la vittoria contro la Jugoslavia.

## Statistiche

### Cronologia presenze e reti in nazionale
| Cronologia completa delle presenze e delle reti in nazionale ― Belgio | Cronologia completa delle presenze e delle reti in nazionale ― Belgio | Cronologia completa delle presenze e delle reti in nazionale ― Belgio | Cronologia completa delle presenze e delle reti in nazionale ― Belgio | Cronologia completa delle presenze e delle reti in nazionale ― Belgio | Cronologia completa delle presenze e delle reti in nazionale ― Belgio | Cronologia completa delle presenze e delle reti in nazionale ― Belgio | Cronologia completa delle presenze e delle reti in nazionale ― Belgio |
| Data                                                                  | Città                                                                 | In casa                                                               | Risultato                                                             | Ospiti                                                                | Competizione                                                          | Reti                                                                  | Note                                                                  |
| --------------------------------------------------------------------- | --------------------------------------------------------------------- | --------------------------------------------------------------------- | --------------------------------------------------------------------- | --------------------------------------------------------------------- | --------------------------------------------------------------------- | --------------------------------------------------------------------- | --------------------------------------------------------------------- |
| 17-4-1984                                                             | Varsavia                                                              | Polonia                                                               | 0 – 1                                                                 | Belgio                                                                | Amichevole                                                            | -                                                                     |                                                                       |
| 6-6-1984                                                              | Bruxelles                                                             | Belgio                                                                | 2 – 2                                                                 | Ungheria                                                              | Amichevole                                                            | -                                                                     |                                                                       |
| 13-6-1984                                                             | Lens                                                                  | Jugoslavia                                                            | 0 – 2                                                                 | Belgio                                                                | Euro 1984 - 1º turno                                                  | -                                                                     |                                                                       |
| 16-6-1984                                                             | Nantes                                                                | Francia                                                               | 5 – 0                                                                 | Belgio                                                                | Euro 1984 - 1º turno                                                  | -                                                                     |                                                                       |
| 19-6-1984                                                             | Strasburgo                                                            | Belgio                                                                | 2 – 3                                                                 | Danimarca                                                             | Euro 1984 - 1º turno                                                  | -                                                                     | 62’                                                                   |
| Totale                                                                |                                                                       | Presenze                                                              | 5                                                                     |                                                                       | Reti                                                                  | 0                                                                     |                                                                       |

## Palmarès

### Club

#### Competizioni nazionali
- Campionato belga: 2

Anderlecht: 1984-1985, 1985-1986
- Supercoppa del Belgio: 1

Anderlecht: 1985

#### Competizioni internazionali
- Coppa UEFA: 1

Anderlecht: 1982-1983